# Hågadalen-Nåstens naturreservat
Hågadalen-Nåstens naturreservat är ett naturreservat som utgör kulturlandskapet Hågadalen i Hågaåns dalgång väster om Uppsala och skogsområdet Nåsten. Reservatet gränsar i norr mot Riksväg 55. I naturreservatet finns bland annat Ravinen i Kvarnbo, Hågahögen, Fjärilsstigen och ekskogen Norby lund. Det finns även många fornlämningar i området.

## Historik
På 1700-talet höll Carl von Linné en del av sin undervisning i området och två Linnéstigar, Gottsundavandringen och Hågavandringen, går därför genom området. Under 1900-talet användes området som övningsområde och skjutfält för Upplands artilleriregemente (A 5), Upplands regemente (I 8), Upplands regemente (S 1) och Arméns kompaniofficersskola (AKS).
År 1970 bidrog Uppsala kommun med 3 miljoner kronor till försvarets skjutfält vid Vrå för att få bort verksamheten från Hågadalen med hänsyn till dess friluftsvärden. Kommunens syfte var att få bort utbildning i skjutning med skarp ammunition, samt min- och sprängtjänst upphörde vid Hågadalens skjutfält. I samband med att verksamheten upphörde i Hågadalen, så överfördes den istället till det nyupprättade Skogstibble skjutfält .
Att området varit militärt märks till och från – gammal ammunition kan påträffas från den tidigare militära verksamheten. Granater kunde synas vid lågt vattenstånd i ån. Försvarsmakten gjorde senast 2008 en ammunitionsröjning och sanering av Hågadalen. Naturreservatet ingår som en del i Sveriges tentativa världsarv (i en prövningsprocess) Systematiska biologins framväxt.

## Predikstolen
Predikstolen är en 15 meter hög klippa i naturreservatet. Intill denna finns lämningar efter en fornborg från äldre järnålder.

## Galleri

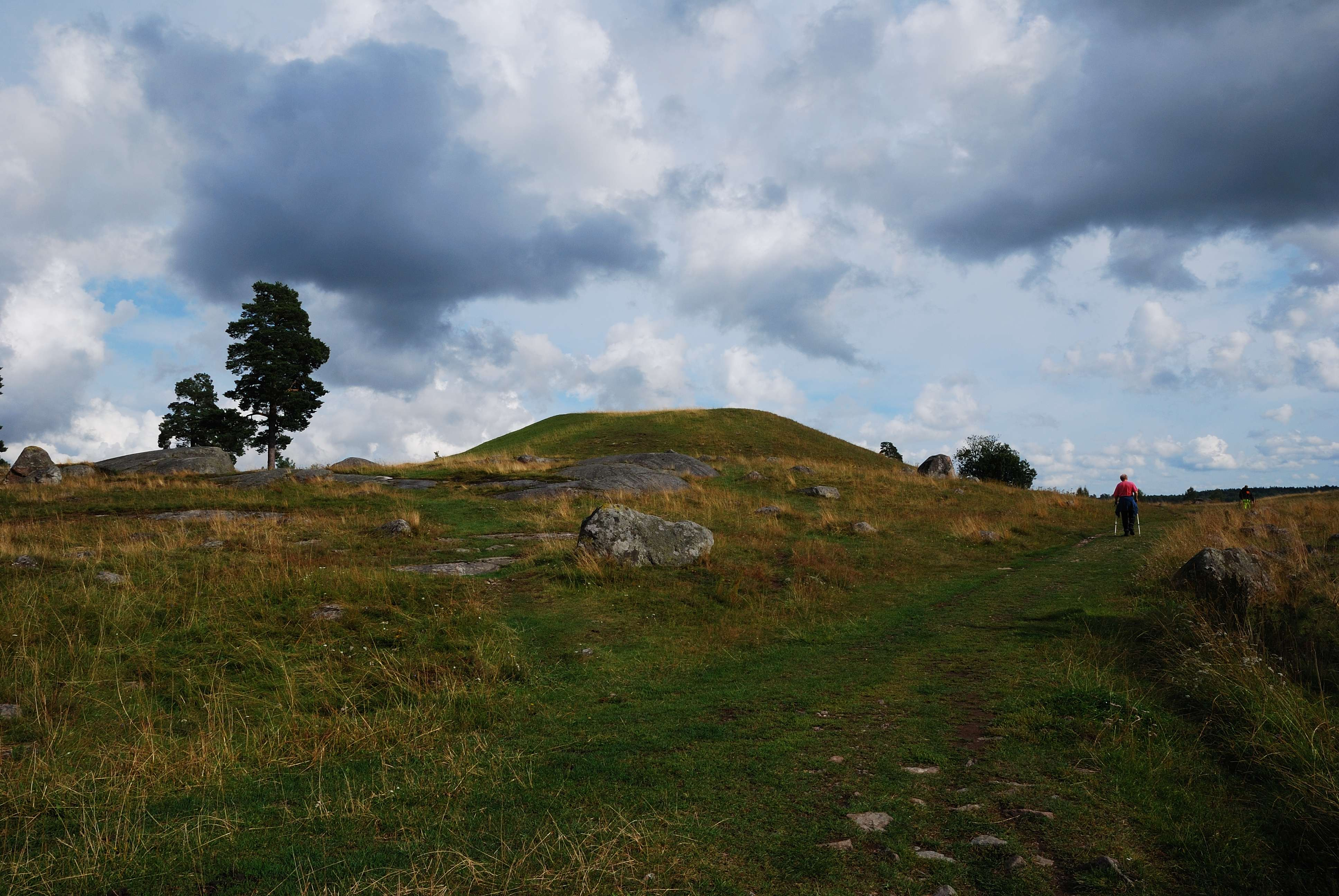
Hågahögen
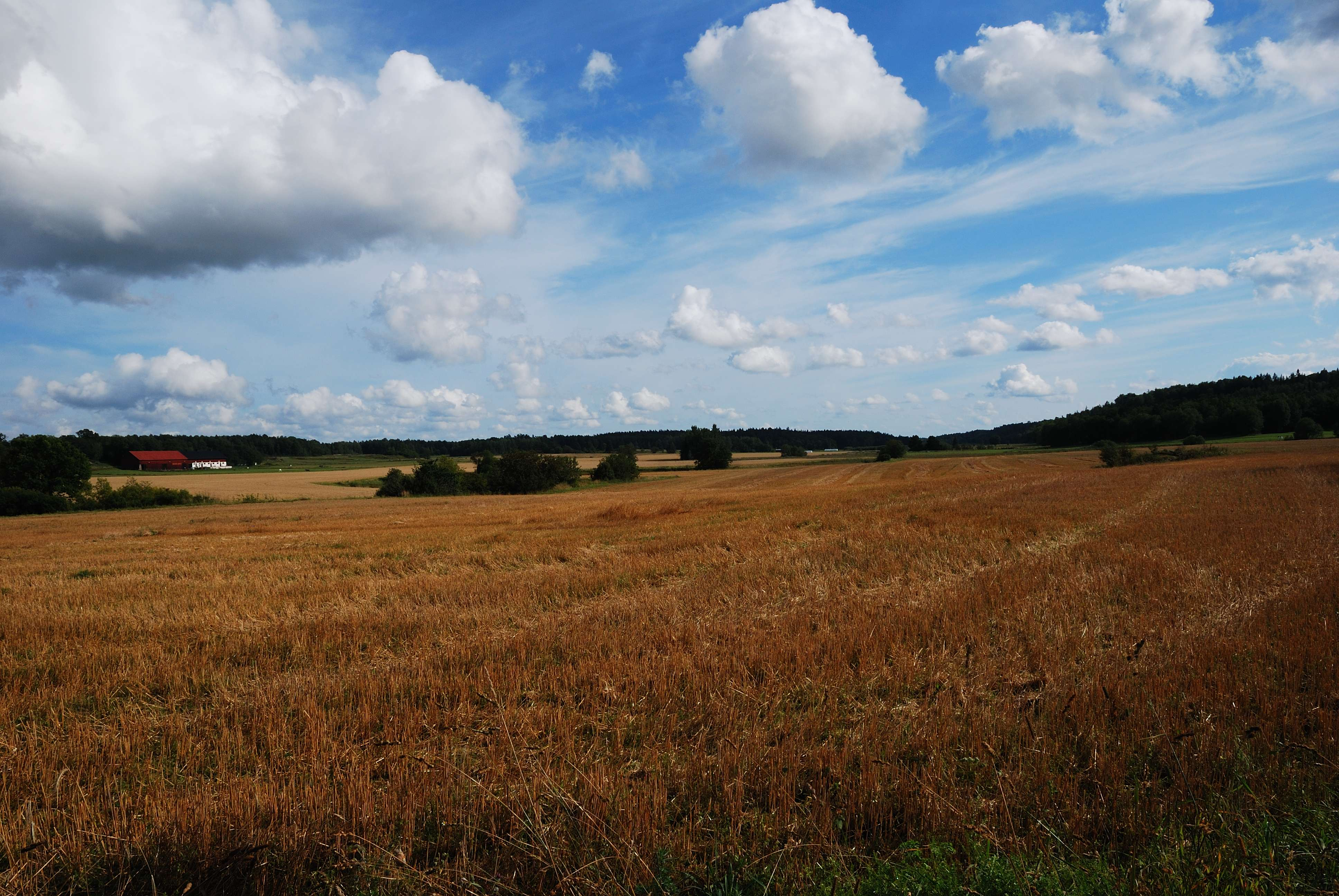
Jordbrukslandskap i Hågadalen.
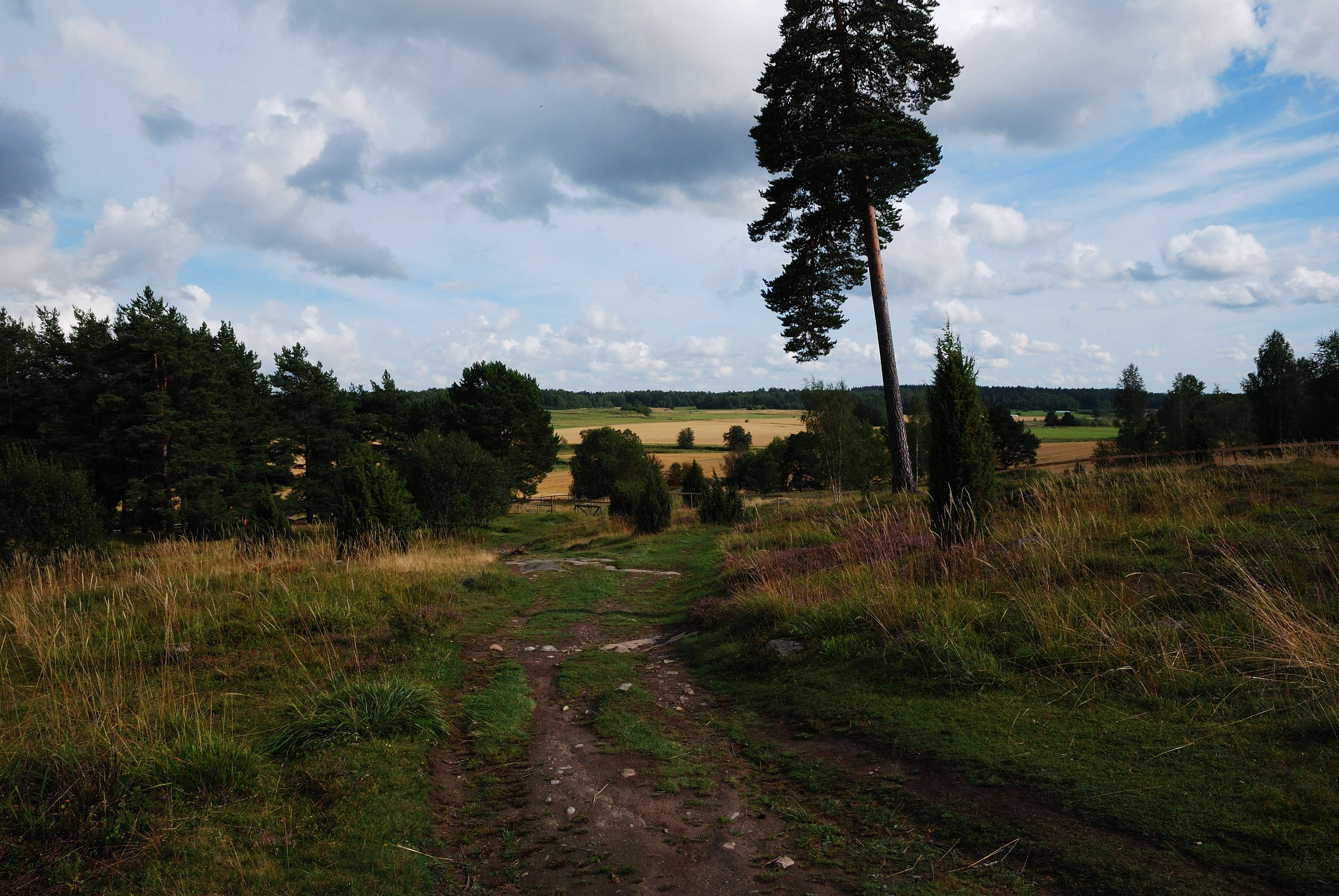
Fårhage vid högen, Håga.
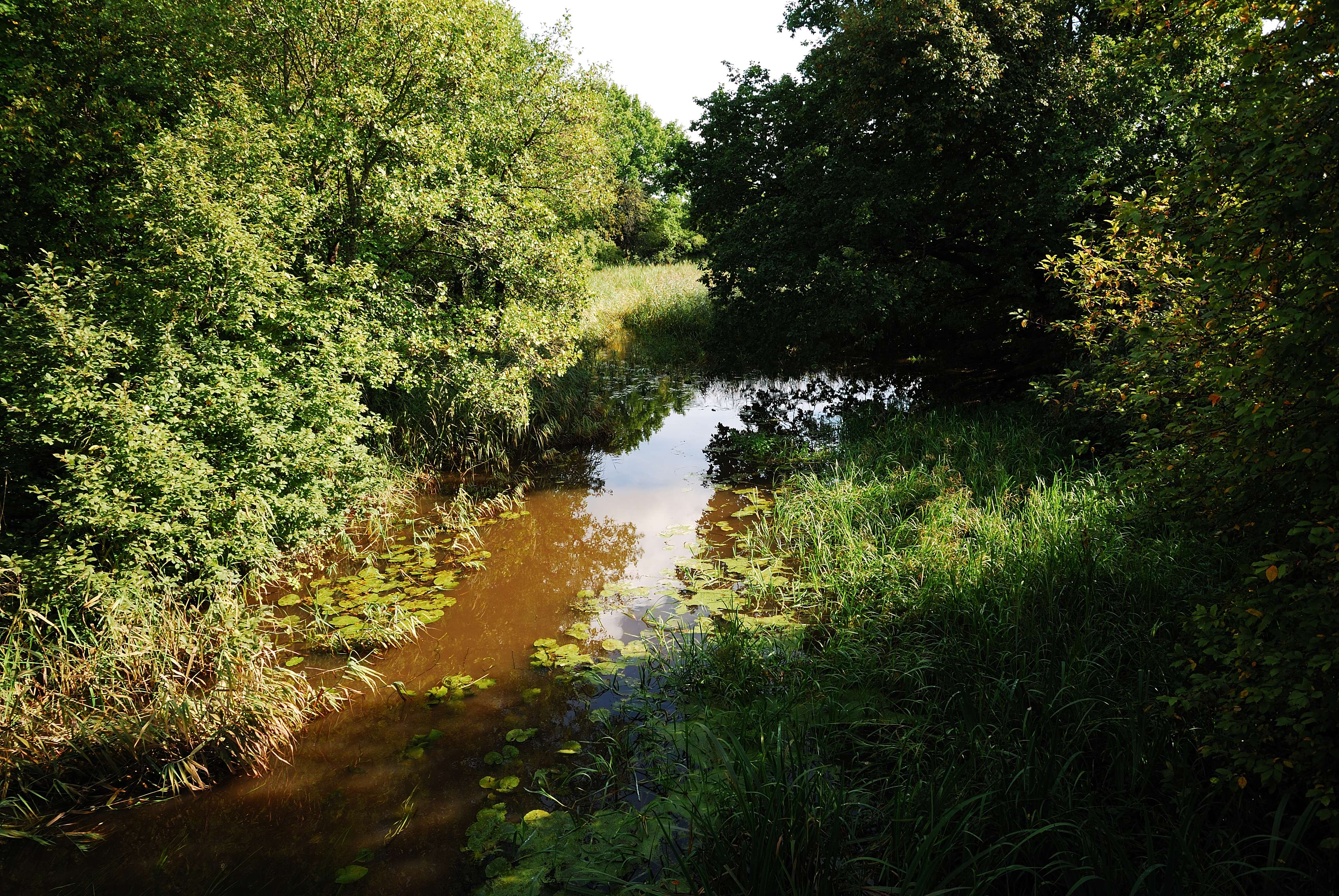
Hågaån.